# Reduty
Reduty (dodatkowa nazwa w języku białoruskim Рудуты) – wieś w Polsce położona w województwie podlaskim, w powiecie bielskim, w gminie Orla.
W latach 1975–1998 miejscowość administracyjnie należała do województwa białostockiego.
Wzmiankowana w dokumencie pisanym z 1577 roku jako Rudołty a w XVII wieku występuje także pod nazwą Rudolin. W brzmieniu gwarowym Ruduty. Nazwa może pochodzić od zalegającej na bagnistych brzegach Orlanki rudy darniowej. Badacze toponimii przychylają się raczej do poglądu, że jest to nazwa rodowa pochodząca od staroniemieckiego imienia Rudold lub Rudolt.
Nazwa Reduty została wprowadzona nielegalnie (tj. bez przewidzianej prawem procedury zakończonej ogłoszeniem zmiany w Monitorze Polskim).
Prawosławni mieszkańcy wsi należą do parafii św. Michała Archanioła w Orli, a wierni kościoła rzymskokatolickiego należą do parafii św. Zygmunta w Kleszczelach.